# Naughty Dog
Naughty Dog, LLC (раније JAM Software, Inc.) амерички је развојни тим видео-игара са седиштем у Санта Моники. Основали су га Енди Гавин и Џејсон Рубин током 1984, док га је Sony Computer Entertainment преузео током 2001. године.